# カンムリシロムク
カンムリシロムク（学名：Leucopsar rothschildi）は、スズメ目ムクドリ科カンムリシロムク属に分類される鳥類。本種のみでカンムリシロムク属を構成する（単型）。

## 分布
インドネシア（バリ島北西部）

## 形態
全長25センチメートル。頭部の羽毛が伸長（冠羽）する。全身は白い。尾羽の先端は黒い。
嘴の色彩は、黄色や橙色。嘴の基部から眼の周囲にかけて羽毛がなく、青い皮膚が裸出する。後肢は青い。

## 生態
非繁殖期には林縁やサバンナに生息し、10 - 11月の繁殖期には開けた灌木林やヤシ類からなるサバンナ・その周囲にある樹冠が発達した落葉樹からなるモンスーン林などで生息する。

## 人間との関係
ペット用の乱獲などにより、生息数は激減している。1975年のワシントン条約発効時から、ワシントン条約附属書Iに掲載されている。1970年にインドネシアでは法的に保護の対象とされ生息地は国立公園に指定されているが、管理が行き届いていなかったり汚職が蔓延しており密猟されることもある。1987年からアメリカ合衆国・イギリス・インドネシアが共同で国立公園内の整備や監視を行ったり、飼育下繁殖個体を再導入する試みが進められている。飼育個体の再導入が継続的に進められているが、再導入された個体が本来の分布域で繁殖しているかどうかは2018年の時点で不明とされている。本来の分布域ではないNusa Penida島に2009年までに65羽が放鳥され、2011年までに62羽以上が巣立ったとする報告例もある。